# 宮川彰
宮川 彰（みやかわ あきら、1948年5月 - ）は、日本の経済学者。愛知県出身。
旧・東京都立大学経済学部教授、首都大学東京経営学系教授を歴任し、2013年4月から首都大学東京名誉教授。専門は理論経済学、マルクス経済学など。国際マルクス＝エンゲルス財団の協力による、新MEGA（「新マルクス＝エンゲルス全集」Zweite Marx-Engels-Gesamtausgabe）第2部関連諸巻の編集に携わる。所属学会は経済理論学会、マルクス・エンゲルス研究者の会、経済学史学会、政治経済学・経済史学会、経済学教育学会。経済学博士（東京大学、理論経済学）。

## 略歴

### 学歴
- 1972年3月 東京大学経済学部経済学科卒業
- 1979年3月 東京大学大学院経済学研究科博士後期課程修了。経済学博士

## 主な役職
- 神奈川県労働者学習研究議会副会長
- 東北大学客員教授
- 中国社会科学院客員研究員
- 中国中央編訳局客員研究員

## 研究
- 再生産論の基礎構造
- ドイツ統一と転換過程

## 論文
- スミスの<ドグマ>について-「分解」手法の意義とその批判-,  『経済学研究』東京大学、1978年
- 拡大再生産における固定資本の補填-「追加固定資本」再検討の一視点,  『経済理論学会年報』経済理論学会、1981年
- 「商品生産の所有法則」の資本主義的領有法則への転換,  『マルクス・エンゲルス・マルクス主義研究』八朔社、1991年
- ギュンター・ネツォルト「転換と統一-東ドイツにおける諸問題と展望-」(翻訳・解説),  『土地制度史学』土地制度史学会、1993年
- 「資本論」第3部第一草稿における理論的未熟の残滓,  『マルクス・エンゲルス・マルクス主義研究』八朔社、1996年
- スウィージーの恐慌論,  『資本論体系』(富塚良三・吉原泰助編)有斐閣、1998年

## 著書
- 『マルクスの現代的探究 : メガの継続のために』(共編著)八朔社、1992年6月。 ISBN 4938571218
- 『再生産論の基礎構造 : 理論発展史的接近』八朔社、1993年10月。 ISBN 4938571412
- 『新MEGA第2部』(共編著)八朔社、1999年7月。 ISBN 4938571773
- 『「資本論」第2・3巻を読む. 上』学習の友社、2001年11月。 ISBN 4761706139
- 『「資本論」第2・3巻を読む. 下』学習の友社 、2001年11月。 ISBN 4761706147
- 『「資本論」第1巻を学ぶ : 宮川彰講義録』ほっとブックス新栄、2006年2月。 ISBN 4903036022
- 『「資本論」で読み解く現代の貧富の格差 : 宮川彰「資本論」集中講座講義録』ほっとブックス新栄、2006年11月。 ISBN 4903036057
- 『「学説史」から始める経済学 : 剰余価値とは何か』八朔社、2009年5月。 ISBN 9784860140441
- 『学びたいあなたのための「資本論」Q&A 222問 : 宮川彰「資本論」講座Q&A』ほっとブックス新栄 、2009年10月。 ISBN 9784903036076
- 『資本論講座第2・3巻講義要綱』ほっとブックス新栄、2010年2月。 ISBN 9784903036083

## 訳書
- ハンス・モドロウ『ドイツ、統一された祖国 : 旧東独首相モドロウ回想録』八朔社、1994年6月。 ISBN 4938571463
- カール・マルクス『「経済学批判」への序言・序説』新日本出版社、2001年12月。 ISBN 4406028471